# Чемпіонат Африки з легкої атлетики
Чемпіонат Африки з легкої атлетики — найпрестижніше у африканському легкоатлетичному календарі міжнародне змагання, що проводиться раз на два роки Легкоатлетичною конфедерацією Африки.
Перший чемпіонат був проведений 1979 року.

## Формат
У змаганнях беруть участь легкоатлети, які представляють національні федерації, що входять до Легкоатлетичної конфедерації Африки.
Наразі змагальна програма чемпіонату Африки включає по 22 дисципліни для чоловіків та жінок:
- бігові види на доріжці стадіону: біг на 100, 200, 400, 800, 1500, 5000, 10000 метрів, 110 метрів з бар'єрами (у чоловіків) та 100 метрів з бар'єрами (у жінок), 400 метрів з бар'єрами, 3000 метрів з перешкодами, естафети 4×100 та 4×400 метрів;
- шосейна дисципліна: спортивна ходьба на 20 кілометрів;
- технічні дисципліни: стрибки у висоту, з жердиною, в довжину та потрійним, штовхання ядра, метання диска, молота та списа;
- багатоборство: десятиборство (у чоловіків) і семиборство (у жінок).

Починаючи з 2021, до програми змагань доданий розіграш медалей в естафетному бігу 4×400 метрів серед змішаних команд, у кожній з яких беруть участь по 2 чоловіки та 2 жінки.

## Чемпіонати
| #  | Рік  | Місто-господар | Дати проведення       | Арена змагань                                       |
| -- | ---- | -------------- | --------------------- | --------------------------------------------------- |
| 1  | 1979 | Дакар          | 2-5 серпня            | Стадіон імені Демби Діопа                           |
| 2  | 1982 | Каїр           | 25-28 серпня          | Міжнародний стадіон                                 |
| 3  | 1984 | Рабат          | 12-15 липня           | Стадіон принца Мулая Абделлаха                      |
| 4  | 1985 | Каїр           | 15-18 серпня          | Міжнародний стадіон                                 |
| 5  | 1988 | Аннаба         | 29 серпня — 2 вересня | Стадіон 19 травня                                   |
| 6  | 1989 | Лагос          | 4-8 серпня            | Національний стадіон                                |
| 7  | 1990 | Каїр           | 3-6 жовтня            | Міжнародний стадіон                                 |
| 8  | 1992 | Бель Вю Арель  | 29 серпня — 2 вересня | Анжале                                              |
| 9  | 1993 | Дурбан         | 23-27 червня          | Кінгс-Парк                                          |
| 10 | 1996 | Яунде          | 23-27 червня          | Стад Ахмаду Ахіджо                                  |
| 11 | 1998 | Дакар          | 18-22 серпня          | Стадіон імені Леопольда Седара Сенгора              |
| 12 | 2000 | Алжир          | 10-14 липня           | Стадіон 5 липня 1962 року                           |
| 13 | 2002 | Радес          | 6-10 серпня           | Олімпійський стадіон                                |
| 14 | 2004 | Браззавіль     | 14-18 липня           | Стадіон імені Альфонса Массамби-Деби                |
| 15 | 2006 | Бамбу          | 9-13 серпня           | Стадіон імені Жермена Комормона                     |
| 16 | 2008 | Аддис-Абеба    | 30 квітня — 4 травня  | Аддис-Абеба                                         |
| 17 | 2010 | Найробі        | 28 липня — 1 серпня   | Національний стадіон                                |
| 18 | 2012 | Порто-Ново     | 28 червня — 1 липня   | Стадіон імені Шарля де Голля                        |
| 19 | 2014 | Марракеш       | 10-14 серпня          | Марракеш                                            |
| 20 | 2016 | Дурбан         | 22-26 червня          | Кінгс-Парк                                          |
| 21 | 2018 | Асаба          | 22-26 червня          | Стадіон імені Стівена Кеші                          |
| —  | 2021 | Лагос          | скасований            | скасований                                          |
| 22 | 2022 | Сен-П'єр       | 8-12 червня           | Національний спортивний комплекс Золотого узбережжя |
| 23 | 2024 | Дуала          | 21-26 червня          | Япома                                               |
| 24 | 2026 | Аккра          |                       | Стадіон Університета Гани                           |

## Медальний залік
- Медальний залік складений за період 1979-2018 років.

| Місце                | Країна               | Золото | Срібло | Бронза | Загалом |
| -------------------- | -------------------- | ------ | ------ | ------ | ------- |
| 1                    | Нігерія              | 155    | 122    | 91     | 368     |
| 2                    | Кенія                | 144    | 129    | 109    | 382     |
| 3                    | ПАР                  | 129    | 114    | 96     | 339     |
| 4                    | Алжир                | 72     | 49     | 72     | 193     |
| 5                    | Марокко              | 52     | 48     | 77     | 177     |
| 6                    | Ефіопія              | 41     | 57     | 58     | 156     |
| 7                    | Сенегал              | 39     | 54     | 53     | 146     |
| 8                    | Туніс                | 39     | 39     | 33     | 111     |
| 9                    | Єгипет               | 35     | 56     | 44     | 135     |
| 10                   | Гана                 | 32     | 34     | 31     | 97      |
| 11                   | Кот-д'Івуар          | 25     | 32     | 31     | 88      |
| 12                   | Камерун              | 20     | 28     | 33     | 81      |
| 13                   | Ботсвана             | 18     | 9      | 5      | 32      |
| 14                   | Мадагаскар           | 9      | 5      | 8      | 22      |
| 15                   | Маврикій             | 8      | 22     | 20     | 50      |
| 16                   | Уганда               | 6      | 13     | 16     | 35      |
| 17                   | Буркіна-Фасо         | 6      | 11     | 9      | 26      |
| 18                   | Мозамбік             | 6      | 3      | 1      | 10      |
| 19                   | Судан                | 5      | 9      | 7      | 21      |
| 20                   | Габон                | 5      | 1      | 6      | 12      |
| 21                   | Сейшельські Острови  | 4      | 7      | 7      | 18      |
| 22                   | Танзанія             | 3      | 6      | 3      | 12      |
| 23                   | Намібія              | 3      | 3      | 4      | 10      |
| 24                   | Бурунді              | 2      | 3      | 7      | 12      |
| 25                   | Джибуті              | 2      | 3      | 2      | 7       |
| 26                   | Чад                  | 2      | 2      | 3      | 7       |
| 27                   | Замбія               | 2      | 1      | 3      | 6       |
| 28                   | Зімбабве             | 1      | 5      | 4      | 10      |
| 29                   | ЦАР                  | 1      | 1      | 2      | 4       |
| 30                   | ДР Конго             | 1      | 1      | 1      | 3       |
| 31                   | Гвінея               | 1      | 1      | 0      | 2       |
| 32                   | Бенін                | 1      | 0      | 4      | 5       |
| 33                   | Еритрея              | 1      | 0      | 2      | 3       |
| 33                   | Лесото               | 1      | 0      | 2      | 3       |
| 33                   | Руанда               | 1      | 0      | 2      | 3       |
| 36                   | Ангола               | 1      | 0      | 1      | 2       |
| 36                   | Лівія                | 1      | 0      | 1      | 2       |
| 38                   | Есватіні             | 1      | 0      | 0      | 1       |
| 39                   | Республіка Конго     | 0      | 3      | 4      | 7       |
| 40                   | Малі                 | 0      | 3      | 3      | 6       |
| 41                   | Того                 | 0      | 2      | 2      | 4       |
| 42                   | Гамбія               | 0      | 1      | 5      | 6       |
| 43                   | Гвінея-Бісау         | 0      | 1      | 0      | 1       |
| 43                   | Сомалі               | 0      | 1      | 0      | 1       |
| 45                   | Ліберія              | 0      | 0      | 4      | 4       |
| Загалом (45 збірних) | Загалом (45 збірних) | 875    | 879    | 866    | 2620    |